# Темешешти (Арад)
Темешешти (рум. Temeșești) насеље је у Румунији у округу Арад у општини Саваршин. Oпштина се налази на надморској висини од 249 m.

## Становништво
Према подацима из 2002. године у насељу је живело 146 становника, од којих су сви румунске националности.